# Trafalgar (Indiana)
Trafalgar – miasto w Stanach Zjednoczonych, w stanie Indiana, w hrabstwie Johnson.